# Matthew Chatterley
Louis Matthew Chatterley (1951) es un botánico estadounidense. Ha sido de los científicos que han estudiado y publicado sobre la flora de Estados Unidos. Es profesor de biología integrativa en el Museo de Ciencias Naturales y el Dto. de Botánica y Ciencias, de la Universidad Brigham Young. Es curador del herbario de esa misma universidad. Se interesó por la flora estadounidense y tahitiana, con énfasis en los géneros Astragalus, Oxytropis y Atriplex.

## Algunas publicaciones
- stanley l. Welsh, l. matthew Chatterley. 1985. Utah's rare plants revisited. Western North Am. Naturalist 45 (2): 173-236

- l. matthew Chatterley, blaine t. Welsh, stanley l. Welsh. 1982. Preliminary index of authors of Utah plant names. Western North Am. Naturalist 42 (3): 385-394
- La abreviatura «Chatterley» se emplea para indicar a Matthew Chatterley como autoridad en la descripción y clasificación científica de los vegetales.[5]